# 電機工程學

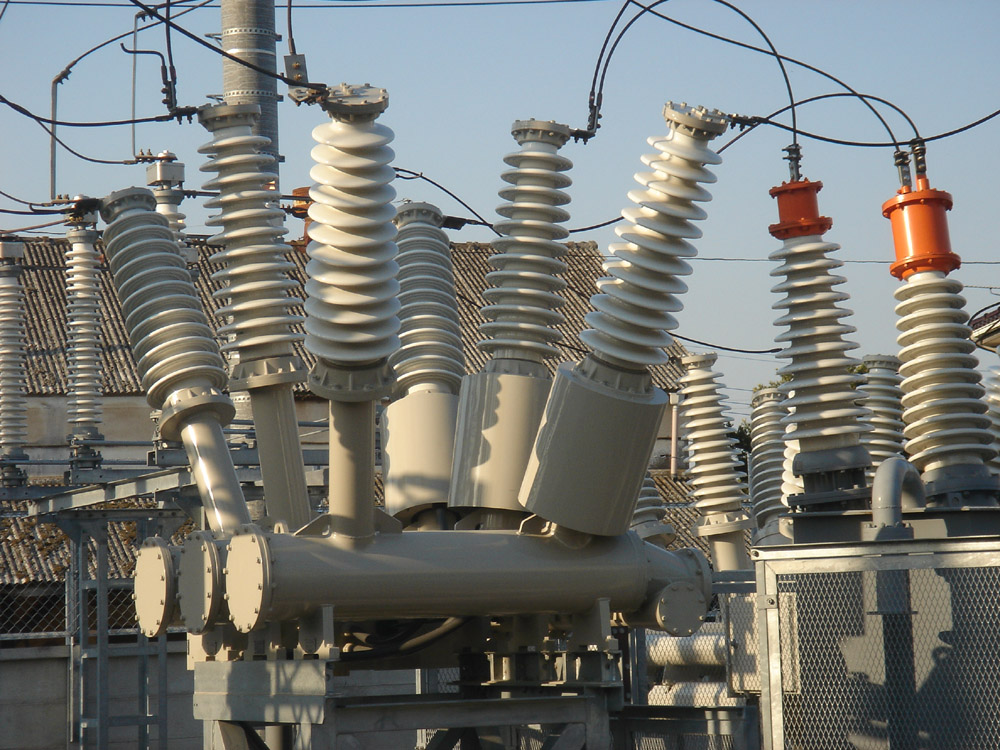
電機工程師所涵蓋的領域包括設計複雜的電力系統

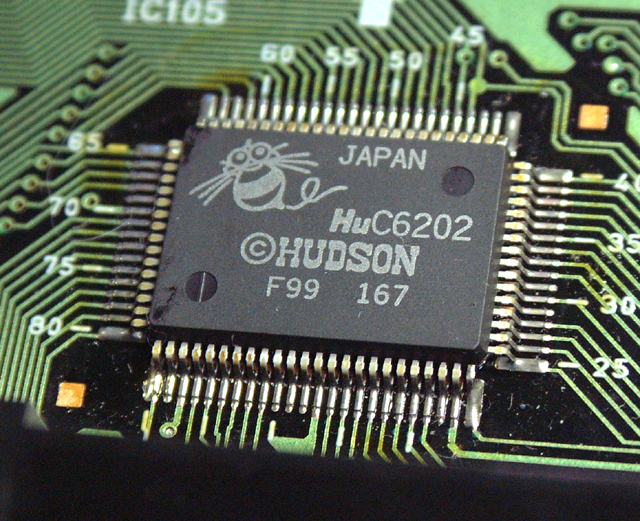
一只設計先進的集成電路。

电气工程是以電子學、電磁學等物理学分支为基础，涵盖電子學、電子計算機、電力工程、电信、控制工程、訊號處理、机械电子学等子领域的一門工程學。十九世紀後半期以來，隨著電報、電話、電能在供應與使用方面的商業化，該學科逐漸發展為相對獨立的專業領域。
電機工程廣義上涵蓋該領域的分支，但在有些地方，「电气工程」（英語：Electrical Engineering）一詞的意義有時不包括「電子工程學」（英語：Electronic Engineering）。這個情況下，「电气工程」是指涉及到大能量的電力系統（如電能傳輸、重型電機機械及电动机），而「電子工程」則是指處理小信號的電子系統（如計算機和積體電路）。
另一種區分法為，電力工程師著重於電能的傳輸，而電子工程師則著重於利用電子訊號進行資訊的傳輸。這些子領域的範圍有時也會重疊：例如，電力電子學使用電力電子元件對電能進行變換和控制；又如，智慧電網偵測電能供應者的電能供應狀況與一般家庭使用者的電能使用狀況，并据之調整家電用品的耗電量，以此达到节约能源、降低损耗、增强輸電網路可靠性的目的。因此，電機工程亦函蓋電子工程部分領域的專業知識。

## 歷史
自從十七世紀初期，關於電的現象就已經成為一門科學探索論題。威廉·吉爾伯特大概是最早幾位電機工程師之一，他首先設計出用于偵測靜電荷存在的靜電驗電器，亦最先明確地分辨與指出磁與電的不同，並且為術語「電」命名。1775年，亞歷山德羅·伏打做科學實驗改良完善了可用于製造靜電荷的起電盤（electrophorus）。1800年，他又成功開發出能夠持續产生比較穩定電流的伏打堆，是最早出現的化學電池。然而，相關的研究直到19世紀才正式展開。

### 19世紀

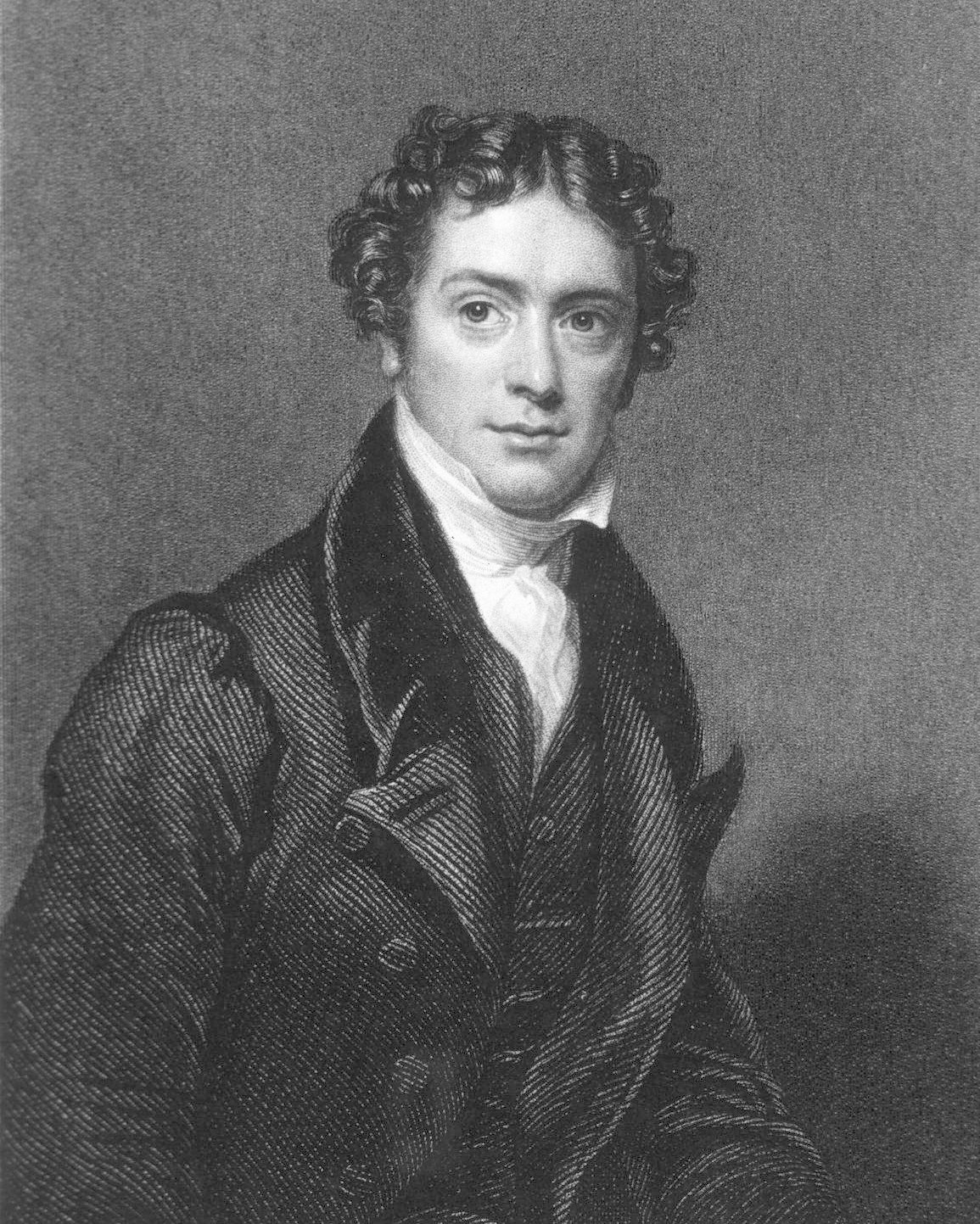
麥可·法拉第發現電磁感應，从而奠定了电动机科技的基礎。

1827年，格奧爾格·歐姆提出的歐姆定律表明電流、電壓及電阻之間在電路裏的定量關係。1831年，麥可·法拉第發現電磁感應作用。1873年，詹姆斯·麦克斯韦在著作《電磁通論》裏整合前人工作，提出麦克斯韦方程组，從此開啟古典電動力學的紀元。
從1830年代起，對於電磁學知識的實際應用所做的種種努力最終得到一個重要成果，那就是電報技術。19世紀落幕時，由於陸線（land-line）、海底電纜及約1890年無線電報術（wireless telegraphy）的出现，快速通訊终于得以實現，整個世界的通訊建構也因此澈底被改變。
為了確保當表述與應用電磁學理論時，在度量衡方面不會遭遇困難與誤解，擬定一套簡易與便利的度量衡標準單位显得尤为必要。對於這方面的研究促使國際標準單位的設定與採用，如伏特、安培、庫侖、法拉與亨利。這一國際標準制度於1893年在芝加哥達成共識，從而奠定了各種工業對於標準單位制度未來進步的基礎。很多國家即刻立法承認這些國際標準單位为有效。
在這幾十年裏，電機工程學籠統地被歸類為物理學的一個分支領域。1882年，德國的達姆施塔特工業大學置立世界第一個電機工程學教授席位。同年，麻省理工學院物理系開始推出電機工程學方向的學士學位課程。1883年，達姆施塔特工業大學建立電機系，成为全世界最先創建電機系的大學。1885年，康乃爾大學成為美國最先建立電機系的大學。1885年，倫敦大學學院創立了英國首所「電機技術系」，第一任系主任為約翰·弗萊明，幾年後系名改為電機工程系。1886年，密蘇里大學也建立了電機工程系，据一些文獻所述，密蘇里大學正是最先建立電機工程系的美國大學。很快地，包括喬治亞理工學院在內的許多大學都仿效之設立電機工程系。

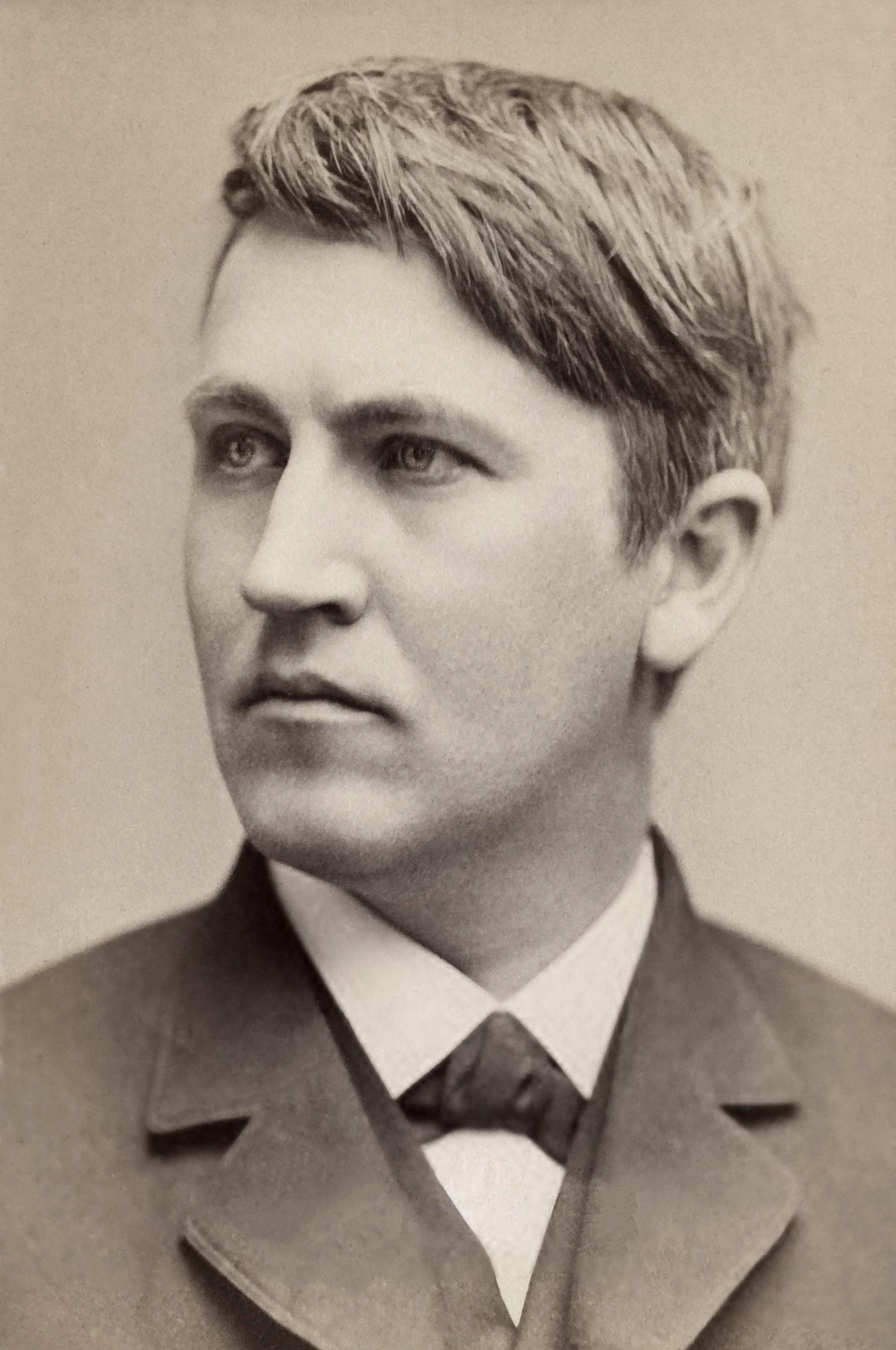
湯瑪斯·愛迪生建成全世界第一個大型電力網

經過這幾十年發展，電機工程學的應用領域急劇地扩大。1882年，湯瑪斯·愛迪生建成全世界第一個大型電力網，能夠提供電壓為110伏特的直流電給59位紐約曼哈頓島顧客。1884年，查爾斯·帕森斯爵士（Sir Charles Parsons）發明了蒸汽渦輪發動機。現在，使用渦輪發動機從各種各樣的熱能源转化出的機械能，總共可以提供全世界電能用量的80%左右。

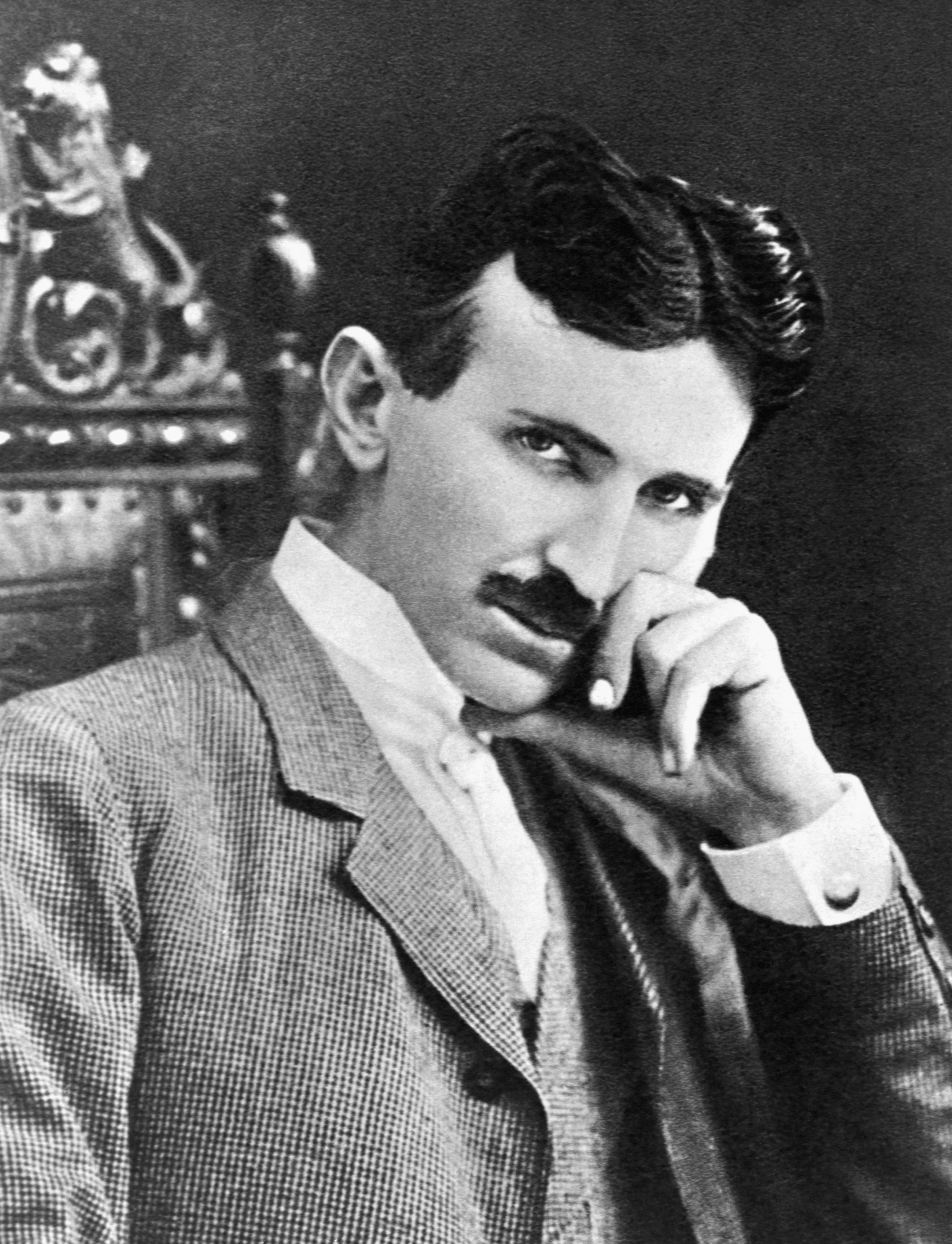
尼古拉·特斯拉開發出變壓器與感應电动机，是交流電系統的重要裝置。

1880年代後期，見證了兩種顯著不同的電能傳輸方式的文明對抗。原本直流電方式使用直流電來傳輸電能，新近出現的交流電方式使用交流電來傳輸電能，這引發一場所謂的「電流戰爭」。交流電方式的發電技術與電能傳輸技術比較優良，特別是交流電允許使用變壓器來提升或降低的電壓（這是直流電方式的一大缺乏）。另外，使用高壓交流電大大地擴展了電能傳輸的範圍，使用變壓器提升電能傳輸的安全性和效率。由於上述這些優勢，交流供電方式逐渐取代直流供電方式。

### 近代發展
在無線電技术發展期間，許多科學家和發明家分別對無線電和電子學做出了貢獻。于1888年所做的經典實驗中，海因里希·赫茲使用電機設備傳輸並接收到無線波段的無線電波，以此證實無線電波存在。1895年時，尼古拉·特斯拉從他在紐約實驗室發射出的無線電訊號，在距離大約50公里之遠的紐約西點都可以接收得到。
1897年時，卡爾·布勞恩開始将陰極射線管裝配於示波器中，之後陰極射線管也成為電視機的關鍵零組件。1904年時，約翰·弗萊明首先發明二極管，兩年後，羅伯特·凡李本（Robert von Lieben）和李·德富雷斯特也分別獨立發明出一種能夠放大電流的真空管——三極體（又稱「放大管」）。
1895年，古列爾莫·馬可尼进一步改良了赫茲的無線電传送方法，將無線電訊號傳送距離延長到1.5英里（2.4公里）。1901年12月，為了要證實他已掌握到更先進的傳送無線電波的科技，能夠完全不受到地球曲度影響，他從英國康沃爾郡發射站發射出無線電訊號，穿越大西洋上空，在大西洋的另一邊，加拿大紐芬蘭聖約翰斯，居然收到了訊號，兩處之間距離為2,100英里（3,400）！1920年時，阿爾伯特·赫耳（Albert Hull）發明了可生成微波的真空管——磁控管（magnetron）。1945年波西·斯本色（Percy Spencer）进而以此成功開發出微波爐。1934年，在哈利·溫佩利斯（Harry Wimperis）的指導下，英國陸軍開始利用微波科技來開發雷達，在鮑德希（Bawdsey）成立第一座雷達站，並於1936年8月開始運作。
1941年，德國科學家康拉德·楚澤展示了用機電元件製成的全世界第一部全功能可程式化電腦，即Z3系統。1943年，湯米·傅勞斯（Tommy Flowers）設計與製成巨像電腦，這是一部前所未有、完全用電子元件製成的固定程序、可程式化數位電腦。1946年2月15日，美軍在第二次世界大戰中由美國陸軍投資研製的電子數值積分計算器（ENIAC），在先驅約翰·莫克利（John Mauchly）、約翰·伊克特（John Eckert）的督導下，誕生於美國賓夕法尼亞大學。ENIAC一般被認為是世上第一部「一般用途」電子計算機，它的发明是現代計算機發展史上重要的里程碑。

### 特大突破──固態器件和集成電路
1947年，在貝爾實驗室工作的威廉·肖克利、約翰·巴丁和沃爾特·布喇頓發明了固態電晶體。這是二十世紀最重要的發明之一。電晶體具有可量產、可小型化、低成本等等優點，幾乎所有現代電子產品都需要用到電晶體。因為「對半導體的研究和發現電晶體效應」，肖克利、巴丁和布喇頓共同榮獲1956年諾貝爾物理學獎。
1958年傑克·基爾比和1959年羅伯特·諾伊斯分別獨立發明積體電路。應用積體電路技術，可以把大量微電晶體整合到一個小晶片上，为微處理器的出現提供了可能性。英特爾公司在1971年推出的Intel 4004微處理器是全球第一款微處理器，是由馬辛·霍弗（Marcian Hoff）與他的團隊共同設計實現而成，能執行4位元運算。1973年，英特爾公司又設計成功八位元微處理器Intel 8080，第一部個人電腦Altair 8800的內部就配置了一顆Intel 8080。目前单个超大规模集成电路芯片能够集成超过1,000,000个晶体管。

## 学科教育
电机工程师通常会经过“电机工程学”、“电子工程”或“电力电子工程”等名目的学位教育。尽管各种学位的侧重有所不同，但是它们大都要求学生学习一系列共同的基础课程。完成学业一般需要四年或五年时间。由于学校的性质有别，学生在完成学业之后可能会被授予工学学士、理学学士、技术学士（Bachelor of Technology）、应用科学学士（Bachelor of Applied Science）中的一种学位。电机工程学的學士学位大多要求学生学习物理学、数学、计算机科学等必修课程、完成一个或多个与专业知识应用有关的项目设计，并选修一系列与电机工程学有关的其他课程。这些准备课程会让学生学习到电机工程学的基本原理和基本实践技能。随后，学生可以根据自己專注与兴趣选择一个或多个子学科修读，直到毕业。在许多学校，电子工程被包含在电机工程学之中，另一些学校则认为二者各自治理的学术知识足够宽广复杂，可以分頭發展。
有的电机工程师选择在毕业后继续进行研究生阶段的学习，争取获得研究生学位，例如工程硕士（Master of Engineering）、理学硕士，或攻读哲学博士、工程博士（Engineering Doctorate）学位。电机工程学的硕士课程由课程作业、研究二者或二者之一构成。而博士课程则更侧重专题的研究，经常被视为是電機工程師学术生涯的起点。在英国和一些欧洲国家，工程硕士的学习经常被认为是本科学位的一个较小延伸，而不是严格意义上的研究生学习。

## 从业人员
在许多国家，獲得工程学科的学士学位代表着专业认证的第一步，而学士课程本身也需要由专业机构进行认证。在完成认证课程之后，工程师还必须满足一系列要求（包括工作经验方面的要求）才能最终获得對應的专业认证。工程师可以获得注册工程师或其他类似的证书（執照）。例如，在美國、加拿大、南非，這些工程師可以正式成為「職業工程師」（professional engineer），在歐洲聯盟則稱為「歐洲工程師」（European engineer）。
在不同的地区，专业认证都会给工程师带来不同程度的好处。例如，在美国和加拿大，只有认证工程师可以簽發公共或私人的工程项目。在很多國家，政府機構在州、省的法律中作出这一規定，例如《魁北克工程师法案》（Quebec's Engineers Act）。在其他的一些国家，则可能并没有这样的强制規定。不过大多数专业认证机构都设置了一系列规章制度以约束工程师，若违反則很有可能被開除。这样，行业组织就在工程师专业领域的规范化、标准化方面扮演了重要角色。但是，即使在专业认证管轄範圍之外的工作部分，工程师仍然必須遵守工作的合同。在有些情况里，工程师的工作失败可能会被视为过失甚至玩忽职守。他们在工作时还必须考虑工程在环境保护方面的影响，并遵從现有的法律法规。
电气电子工程师学会是电机工程学领域最权威的专业机构之一，该协会宣称三成与电机工程学相关的学术文献都出自其成员。它在世界范围内拥有430000位成员，每年举办超过300场学术研讨会。另一著名组织英国工程技术协会（Institution of Engineering and Technology, IET）则出版了21种学术期刊，在全球范围拥有超过150000名会员，自称是欧洲最大的专业工程组织。在电机工程学领域，专业知识更新换代十分频繁。为了保持工作效率，工程师通常会选择参加各种职业组织，定期关注业界新动向，并参加继续教育——这在该行业里是相当必要的。
在澳大利亚和美国，电机工程师大约占总劳动力的0.25%。截至2006年，美国电机工程学相关领域从业人员300000人，这个數字在澳大利亚为17000人（2008年），大约占劳动力的0.2%。澳大利亚报道称其国内男性电机工程师的比例96%。

## 关注的重点
电机工程师对许多现代科学技术产品做出了重要的贡献，电机工程学的结晶在全球定位系统到发电系统等现代科技产物中随处可见。工程师设计、开发、测试和监视电機系统、电子设备的安装和部署。例如，他们参与电信系统的设计、发电厂的运维、建筑物照明和供电系統的審查、家用电器和工业机器的電能控制等。

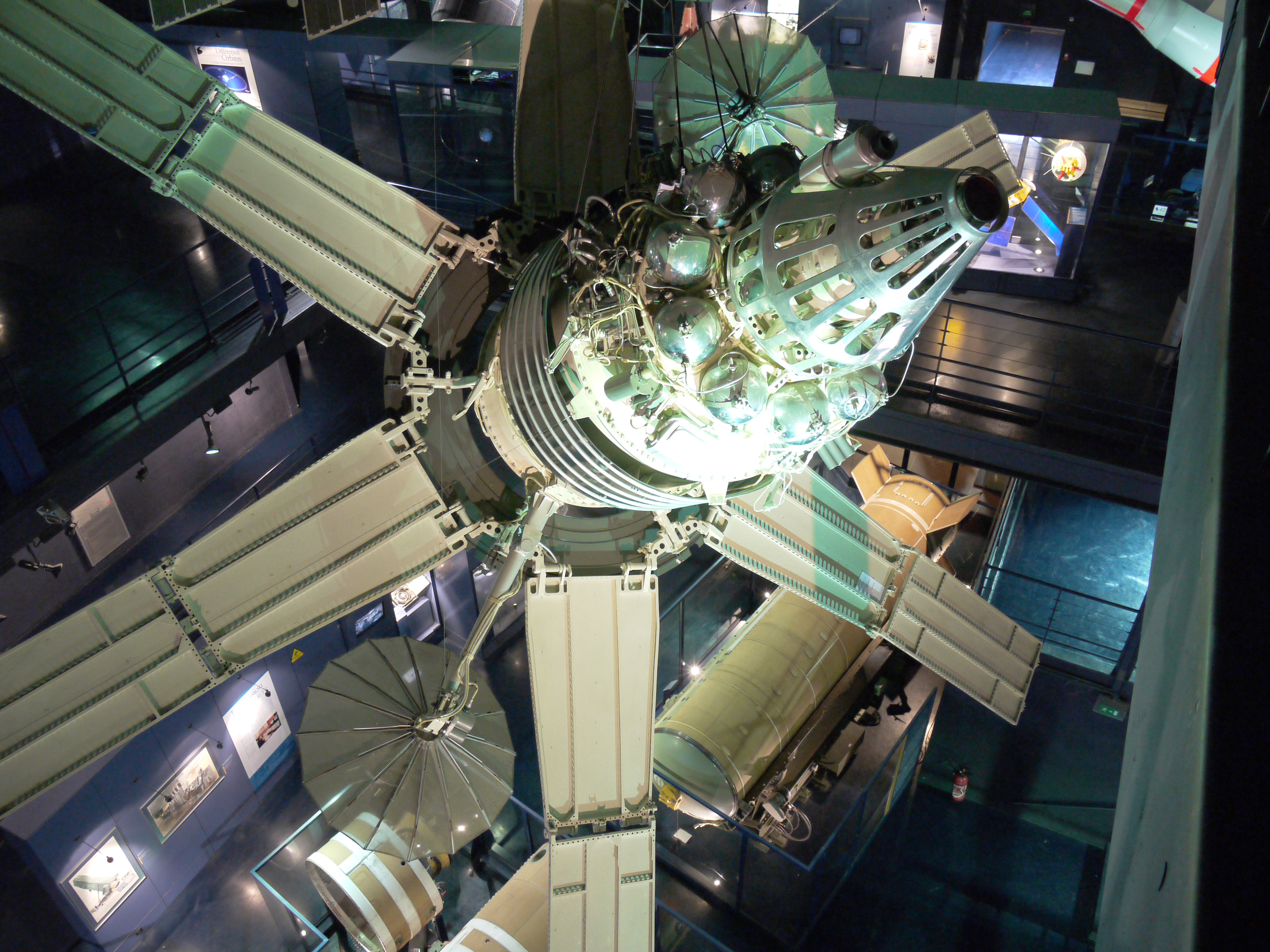
电机工程师的工作范围包括图中所示通訊衛星的设计。

电机工程学的基础是物理学和数学，这两个基础学科帮助工程师获得电系统工作情况的定量、定性描述。如今，大多数工程学科都涉及计算机的使用，计算机辅助设计在电系统的设计和测试中亦十分普遍。尽管如此，对于工程师来说，拟定最初想法仍然是至关重要的。
虽然大多数电机工程师都能够理解最基本的电路分析知识（如有关电阻器、电容器、二极管、晶体管和电感元件知识），但对于不同的工作来说，应用的理论仍有所差异。例如，量子力学和固体物理学对于那些从事超大规模集成电路设计的工程师较为重要，而对通信工程设计方向的从业人士来说，则更侧重于信号处理及其相关的数学知识（如离散傅里叶变换）以及相对基础的电路分析知识。不同分支学科侧重的专业知识有所区分，不过总的来说，数学计算能力、基本计算机技术以及对于行业术语的理解还是被各个分支学科所看重。
对于许多电机工程师，技术工作只是他们日常工作的一部分，他们常常还会与客户进行讨论，规划项目预算和项目进度。而许多高级工程师则会负责管理一个技术团队，对于他们来说，项目管理能力相当重要。许多工厂技术项目会涉及到多种文档的记录和编写，因而良好的写作、交流能力同样不可忽视。电机工程师的工作环境根据他们的专业侧重而有所区别。

## 分支
电机工程学拥有许多分支学科，以下列出幾種最广为人知的学科。很多电机工程师的工作只專注其中某一个分支，有些则會涉及到多个分支学科的交叠。有的领域，例如电子工程和计算机工程，则被認為是相对独立的学科。

### 电力电子学

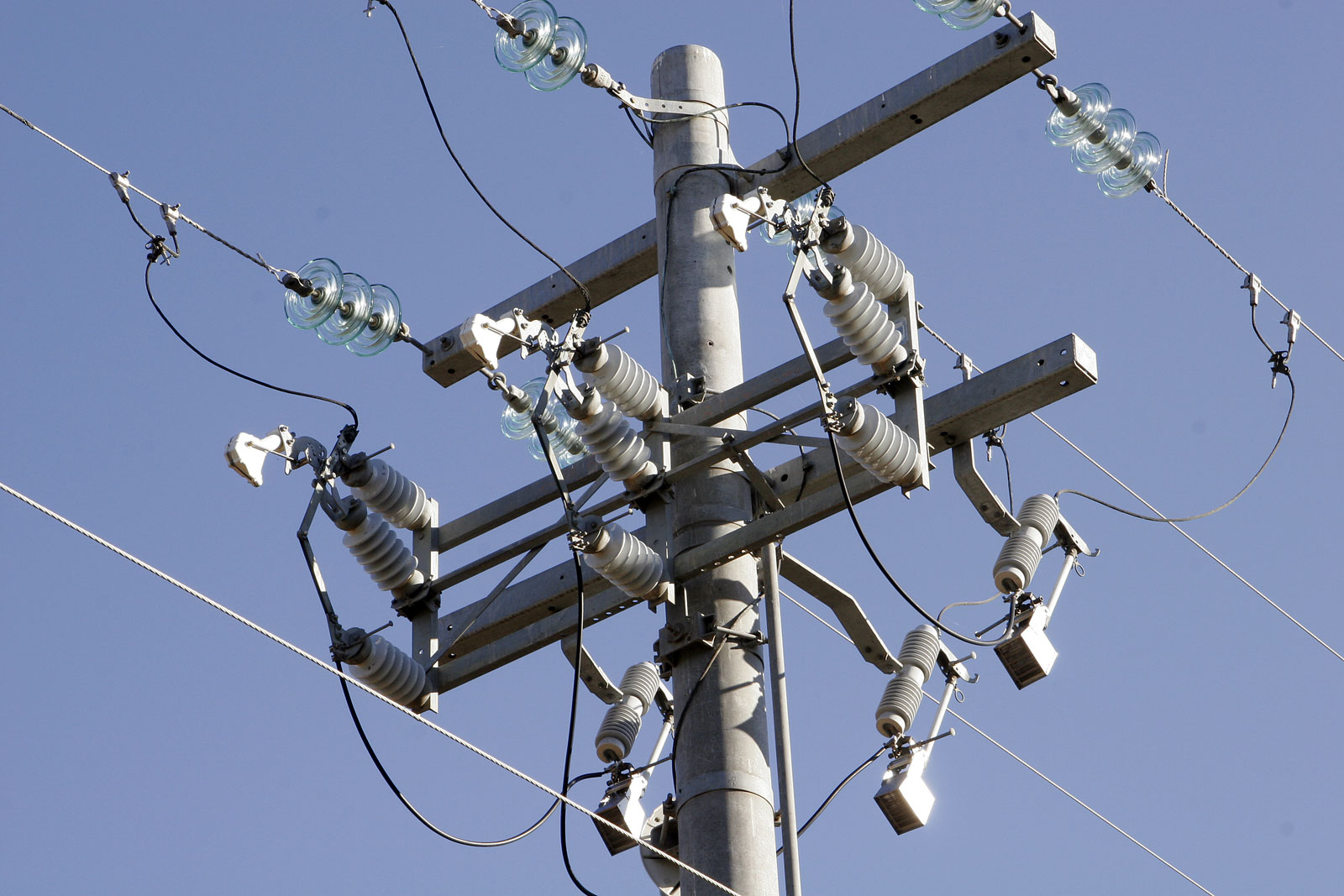
地上供电网络會用到電線桿。

电力电子学主要涉及电能的生成、输送、配送几个步骤，以及一些相关设备的设计。这些设备包括交流-直流转换器（整流器、斩波器、变频器和逆变器）、变压器、发电机、继电器、特殊高压电等应用技术产品及其他电力电子学器件。大多数政府會投資建設并维护輸電網路系统，以将各个大型发电机和各地電能用户连接起来。用户通过将电器连接到电网，就可以以商品的形式获得电能，而不需要自己购买发电机發電。电力电子工程师的工作主要是设计和维护电网及相連的電力系统。這種“上網”设施會给予电网额外的電能，或者會消耗电能，或者兼具這兩種運作能力。另外有一类被称为“下網”的电力系统则在某些情况下优于“上網”系统，例如，在不能夠連接到電網的行駛車輛上。使用卫星控制电力系统是电力电子学研究的方向之一，凭借实时反馈系统，它可以避免功率波动、降低停电事故的概率。例如，中国的北斗卫星导航系统为电力系统的自动化调度、故障录波器、继电保护、监控系统以及发电厂机组自动控制提供了一个统一授时系统，使各个子系统能够依照准确、统一的时间标准稳定工作。

### 控制工程

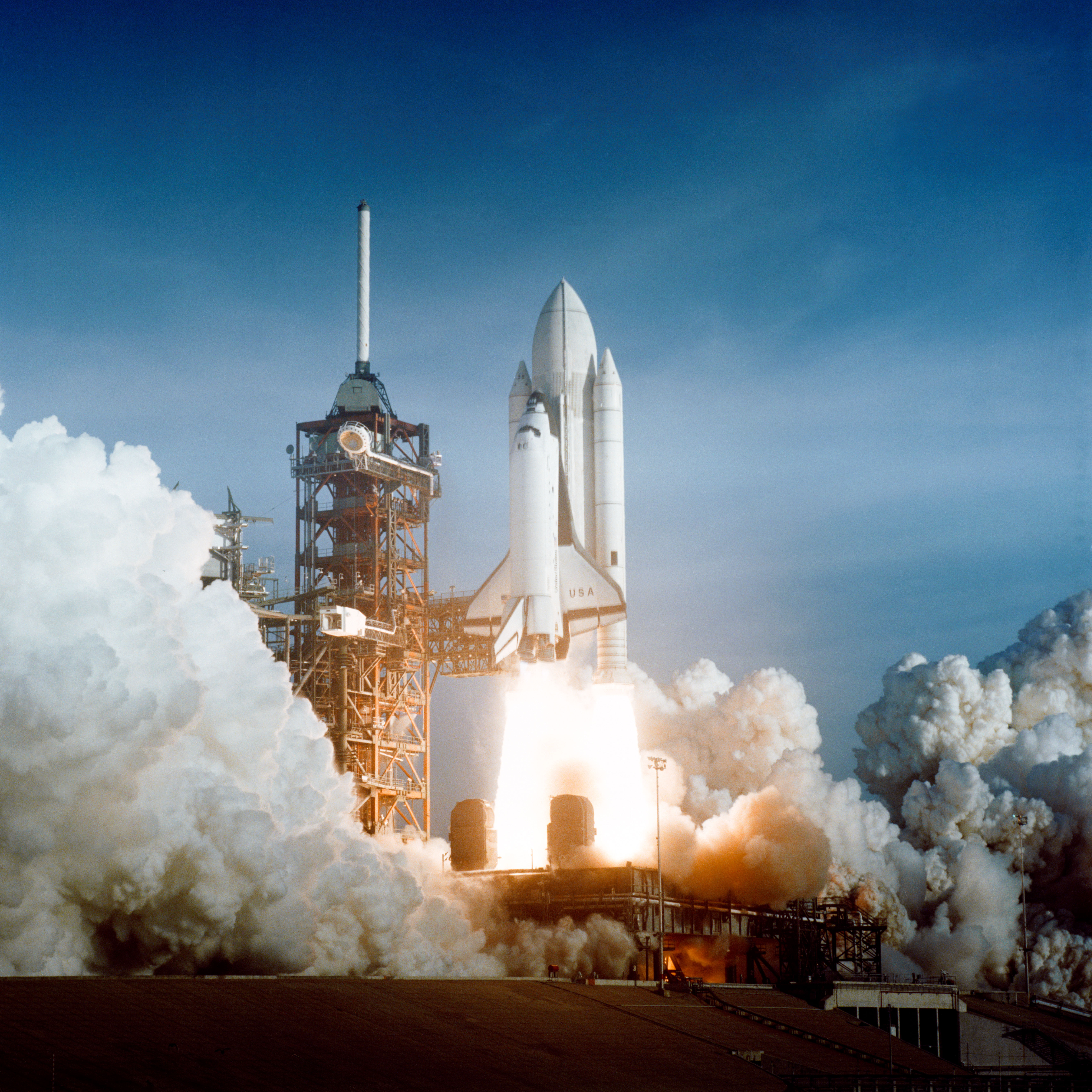
在航天飛行時，控制系统扮演關鍵的角色。

控制工程主要聚焦於建模複雜动态系统的可能行為和设计控制器來促使動態系統按照理想方式演進。控制工程应用广泛，例如民航飛機的飛行系統與推進系统，汽车的巡航定速系统等。發展出優良的控制理論是提升工業自動化的前提之一。工程师会利用电子电路、数字信号处理器、微控制器以及可编程逻辑控制器来實現嵌入式系统。随着科技的发展，控制系统本身越来越小，功率损耗越来越低，但是功能却反而不断提升。
控制工程师在设计控制系统（control system）时经常会使用到反馈这个概念。例如，具有巡航定速功能的汽车会持續监视汽车的速度，并报告给控制系统，然后控制系统根据当前汽车的速度调整内燃机的输出功率。假若控制系統能夠定時得到反饋，則可按照控制理论做出適當的反應。

### 电子工程

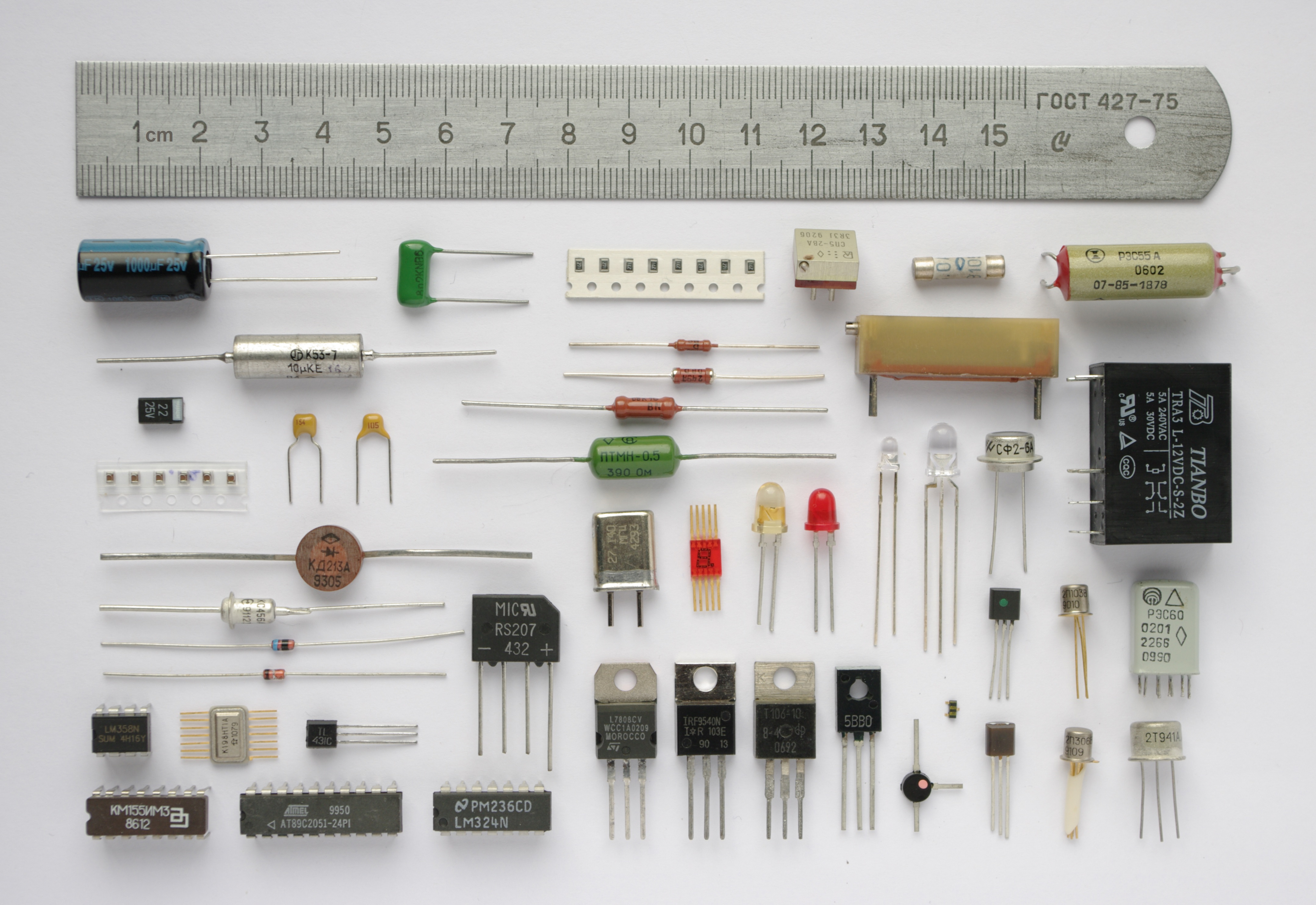
各种不同的电子元件

电子工程的范畴涵盖了对由電阻器、電容器、電感器、二極管、電晶體等电子元件構成的电子电路的设计与测试。基本的模拟电路、数字电路是构成任何现代电子信息系统的基本元素。
在第二次世界大战之前，電子工程的研究范围只是侷限於各種通信技术、雷达、商用無線電以及早期的电视机技术。战后，随着消费性電子器件开始被发展，这一领域也快速扩展到现代电视机、无线电系统、计算机和微处理器。在1950年代下半叶，“电子工程”这个术语逐渐取代了“无线电工程”。
在1959年集成电路被发明之前，电子电路还是由分立的电子元件經過手工安裝组成。这些分立电子电路的缺点是占用空间大、電能效率低、速度有限，但仍時常在某些特別应用區域使用。集成电路可以把大量的微電子元件（主要是微電晶體）整合到約同硬幣尺寸的一個小晶片上。這也为製造當今到處可見的高功能计算机和其它電子器件提供了可能性。

### 微电子学

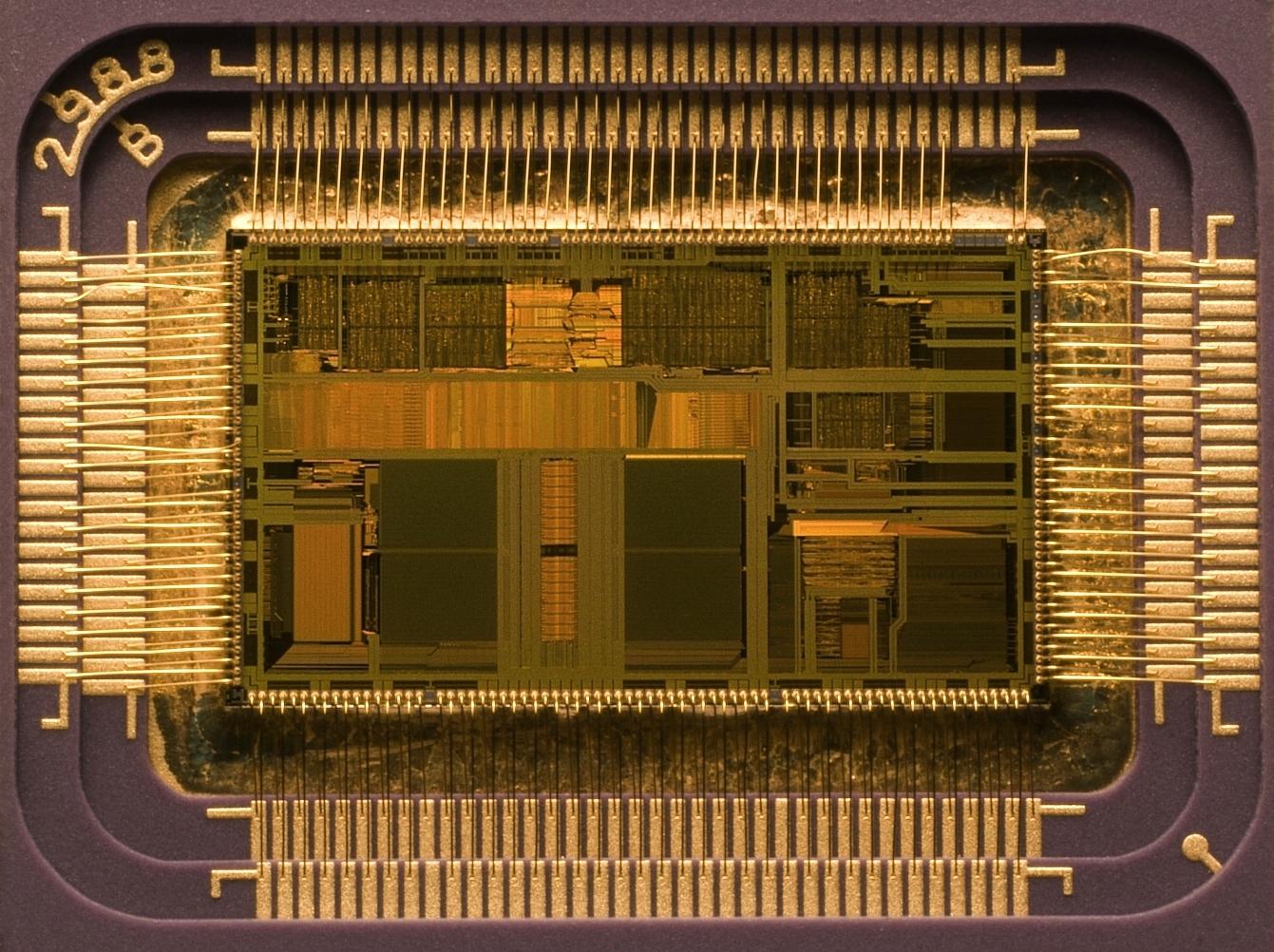
一片Intel 80486DX2微处理器

微电子学主要研究集成电路中极小尺寸电路的设计和微加工（microfabrication）。這極小尺寸電路也可以單獨製為普通電子器件。最常见的微电子器件包括半导体晶体管、电阻器、电容器和电感器，它们可以被加工到微观尺寸。纳电子学更加先进，研究范围亦转向特征尺寸达到纳米级别的器件。现代的电子器件已达纳米级别，100纳米工艺技术在2002年亦已成为业界标准。
微电子器件的制造工艺流程需要对硅（在高頻率場合則需要用到砷化镓、磷化铟（indium phosphide）等化合物半导体）晶圆进行物理、化学加工，以使之可以提供理想的電荷傳輸與电流控制（在微电子学中，并非越高越好）。在研究这些制造工艺时，需要许多化学、材料科学方面的知识，而且必须考虑电子在低特征尺寸下的量子力学效应。基础的半导体器件包括二极管、双极性晶体管、金屬氧化物半導體場效電晶體和金属半导体场效应管等。

### 信号处理

感光耦合元件上的拜爾滤波器（Bayer filter）可以提供每个像素上光的红、绿、蓝颜色数值。

信号处理是指对信号的分析和控制。信号可以分为模拟信号和数字信号，其中前者随真实信息连续变化，后者则基于代表真实信息的一系列离散數值變化。模拟信号处理一般会涉及音響設備放大或过滤音頻信號，電信設備调制和解调電信信號。模拟信号和数字信号能够通过模拟数字转换器、数字模拟转换器相互转化。作为现代多媒体技术的基础，数字信号处理则常常牵涉取樣信号的数据压缩、检错（error detection）、纠错（error correction），尤其是线性时不变系统理论、傅里叶变换等基本理论。
信号处理涉及到很多數學理論與大量數學運算。随着通信、控制、广播电视、电力电子学、生物医药工程等方面的发展，信号处理的应用范围不断扩大。虽然随着数字信号处理的迅速发展，很多模擬系統已被數字系統替代，但模拟信号处理仍然是许多控制系统中必不可少的部分。
数字信号处理能够在现场可编程逻辑门阵列、特殊應用積體電路、微处理器上获得实现。在许多现代电子系统與電子產品內部都可以找到專具数字信号处理器功能的集成电路，如標準清晰度电视、高清晰度电视、無線電與行動通信器件、高保真音響設備、杜比聲音降躁演算法、全球移动通信系统行動電話、數位音訊播放器、攝影機與數位照相機、汽車控制系統、靜音耳機、數位頻譜分析儀（spectrum analyzer）、智慧火箭導航、雷達、各種各樣的圖像處理、視訊處理（video processing）、語音處理等等。

### 通信工程

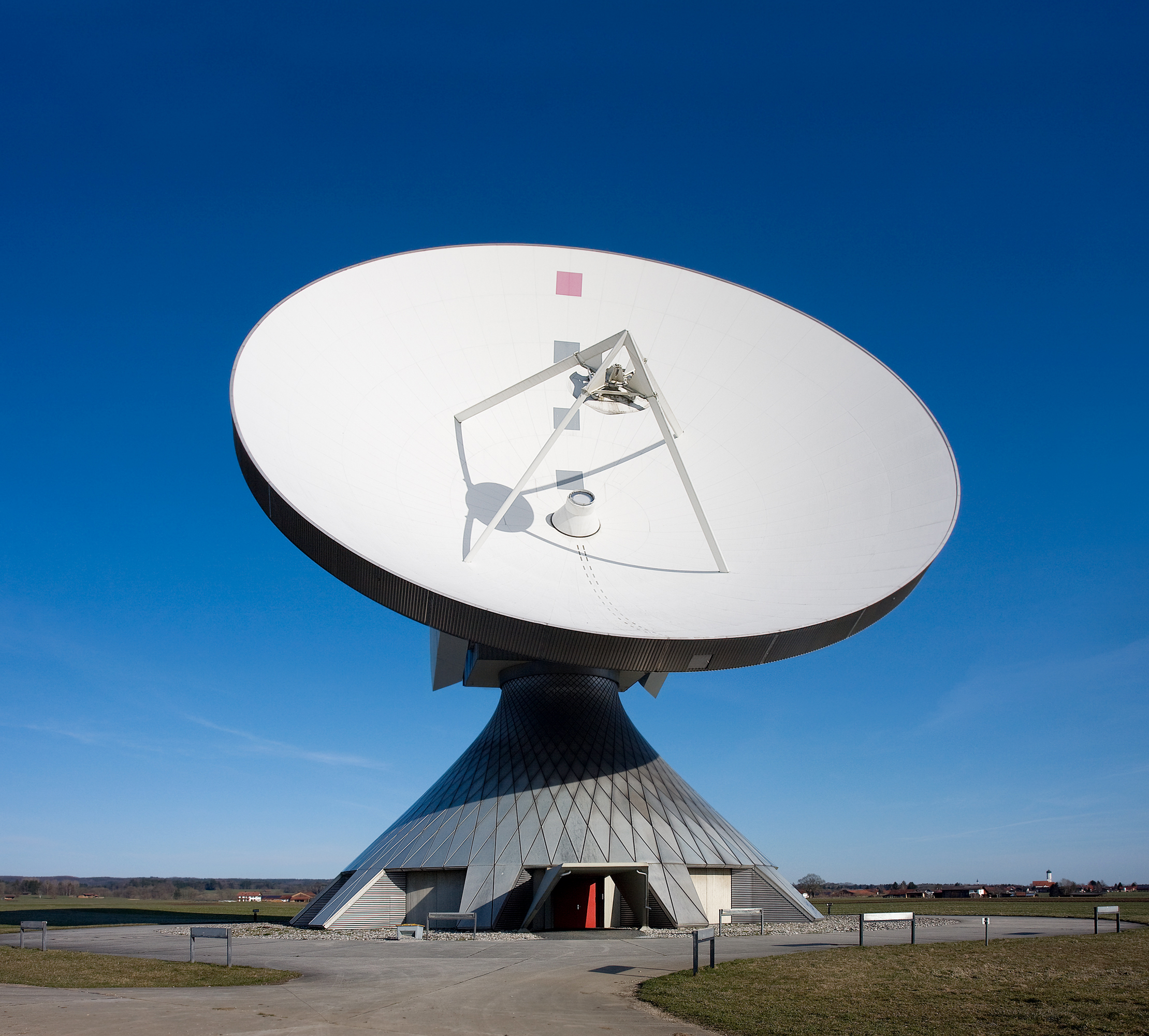
地面上的圆盘式接收天线是卫星通讯系统的重要裝備。

远程通信主要关注信息於同轴电缆、光导纤维、自由空間等等通道的传送。为了实现信息在自由空間中的传送，就需要将信息編碼注入频率适合传送的載波裏，這過程稱為調變。常用的模拟调制技术包括振幅調變和频率调制两种。调制技术的选择会影响系统的成本和性能，通常工程师需要从多方面衡量這兩個因素的利弊，以获得最好的效果。
一旦确定了通信系統的信息传播特性，通信工程师就就可以开始设计发送机（Transmitter）和接收机。有时，这两种装置可以组成一个双向通信系统，同时实现发送和接收的功能，此种系统则称为收发器（Transceiver）。在设计发送机时，需要重点考虑的是功率损耗，而这项参数又与其信号强度密切相关。如果发送信号的强度不够高，那么信号很可能會被雜訊干扰，所需的信息便不能正确到达接收机。
随着移动电话成为人们日常生活中常见的便携设备，技术人员逐渐为之添加了很多语音通话之外的附加功能，例如短信、Wi-Fi，使得电话也成为了移动互联网设备。这些方便、快捷的服务，都基于通用分组无线服务、EV-DO或3G这类基础通信技术。目前，4G已经处于研究、测试阶段。

### 测量

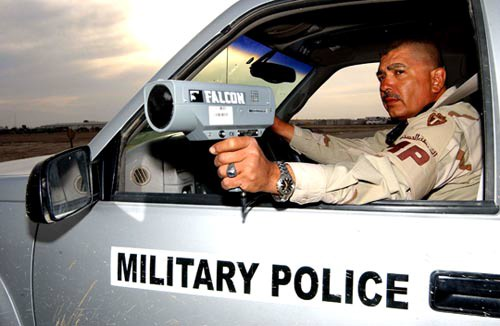
雷达测速装置

仪表、传感器利用物体在不同条件下表现出的不同状态来测量物理量，例如压力、温度等。由于电信号能够方便地处理（模拟信号处理、数字信号处理），因此许多现代仪表采用电传感的原理工作。为了制造这些仪表装置，设计人员需要具备良好的物理学基础知识，特别是电磁学、材料科学、半导体物理学等子学科。例如，雷达测速计利用观察者感觉到行进中物体的频率与其波的本身频率的差别（多普勒效应）来實現测速；而热电偶则利用温差电来测量温度。
控制系统通常需要从外部获取信息，并给予外界一定的控制信号。仍以汽车为例，巡航定速系统需要使用速度传感器或速度仪表来监视汽车的运动状态，然后将此信息传递给中央处理器，中央处理器则根据驾驶者预先设定的目标速度和当前速度的差异来决定发动机工作的状态。因此，测量技术是控制工程的一个重要的组成部分，只是它更关注物理量的提取。目前，测量技术正向着小型化、快速化发展，其精度也不断提高。

### 计算机工程

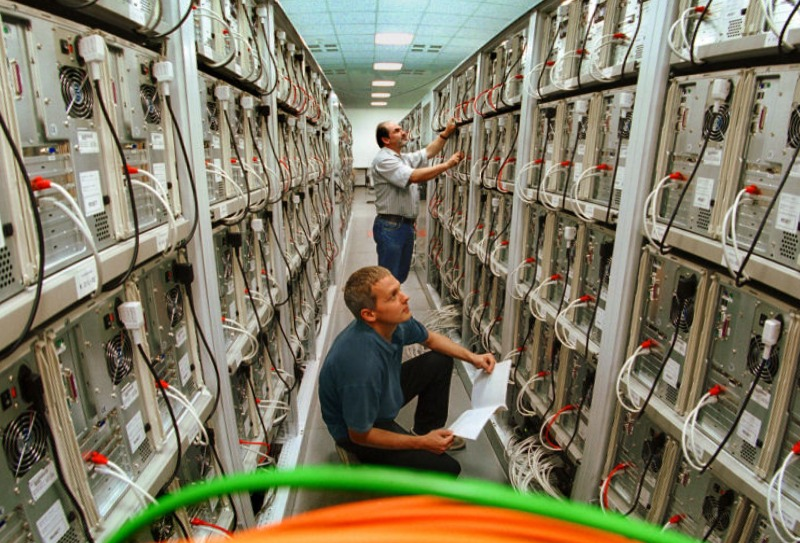
超级计算机在计算生物学和地理信息系统中起着重要作用。

计算机工程主要是指计算机和计算机系统的设计。它包含了计算机硬件、便携式电子产品、超级计算机等的设计。计算机工程还涉及了硬件系统的软件。然而，计算机工程通常不涉及那些与硬件关联较小的应用软件设计，那些部分通常被视为软件工程的范畴。随着计算机工程的发展，特殊應用積體電路和系统芯片等集成电路的集成规模不断提高，功能也不断增强。
集成电路的规模自出现始，就在不断增大。目前，超大规模集成电路的设计、仿真、验证都逐渐得到电子设计自动化工具的支持。设计师现在可以专注于构建电路系统的逻辑功能，而在计算机辅助下完成布线、布局、版图方面的繁琐任务。主流的硬件描述语言（如Verilog和VHDL）的功能使设计人员能够以类似计算机编程的方式来完成复杂硬件电路的设计。计算机工程专业的从业者需要有良好的电子学基础，同时还应该具备一定的计算机操作和程序设计能力。

## 相關學科
機械電子學處於電機系統與機械系統的交叉領域。這種合併而成的系統稱為機電系統（electromechanical system），在工、商、國防、學術領域獲得廣泛應用，例如，自動化製造系統、暖通空調、飛機和汽車的各種分支系統。
術語「機械電子」通常指的是宏觀系統。但是，未來學專家預言，不久的將來，微小機電器件會像雨後春筍般涌现。就某種程度而言，這預言已經開始實現。在汽車裏已裝配了高功能微機電系統，它能夠感測撞擊，從讀取的數據做決定，告訴安全氣囊是否應該開始膨脹。噴墨印表機倚靠微機電系統來達成高解析度印表任務。工程師希望研究出更先進的微機電科技，以製成極小的植入式醫療器材，或者改良光開關科技。
工程科學系是屬於電機工程、資訊工程、機械工程等等整合之科系；俗稱「工科系」。
另外一門相關學科是生物醫學工程，它涉及到醫療器材的設計。這大致分為固定器材與行動器材兩種。核磁共振譜儀、心電圖儀器等等都屬於固定器材，而人工耳蝸、心律調節器、人工心臟等等則屬於行動器材。
在光子学（Photonics）领域中，光子设备和电子设备有着同样的原理。电子设备以控制电子为基础，而光子设备通过控制光子来实现类似功能。这种光子设备有望使用基于光子的创新产品来取代传统的电子设备。目前的应用包括 DVD 光盘读头、全息图、光信号处理器和光纤通信系统。未来的应用还包括光学计算机、全息存储器和医疗设备。